# Верле, Ян
Ян Верле (нидерл. Jan Werle; 15 января 1984, Зютфен) — нидерландский шахматист, гроссмейстер (2006).
Дебютировал на международной арене в 1994 на чемпионате мира среди мальчиков до 10 лет. В дальнейшем неоднократно выступал в чемпионатах мира и Европы в разных возрастных категориях.
Чемпион Нидерландов (до 16 лет) (1999). Чемпион Европейского союза (2008).
В составе сборной Нидерландов участник 38-й Олимпиады (2008) в Дрездене и 17-го командного чемпионата Европы (2009) в Нови-Сад.

## Изменения рейтинга
| Графики недоступны из-за технических проблем. См. информацию на Фабрикаторе и на mediawiki.org. |